# Daniel Bueno (modelo)
Daniel Campedelli Bueno (Porto Alegre, 6 de janeiro de 1977) é um modelo brasileiro. Ele ficou bastante conhecido por participar e ganhar a terceira temporada de A Fazenda.

## Carreira
Durante sua carreira como modelo, Bueno modelou para famosos estilistas como Calvin Klein, Ermenegildo Zegna e Giorgio Armani. Ele também fez campanhas para marcas como Guess e Banana Republic e gravou um comercial para a empresa de cosméticos L'Oréal.
Em 2010, ele participou da terceira temporada do reality show A Fazenda, transmitida pela Rede Record. Após 85 dias de confinamento, foi escolhido pela maior parte do público como o vencedor da temporada, derrotando o ator Sérgio Abreu e a modelo Lizi Benites na final e levando o prêmio de R$ 2 milhões.

## Vida pessoal
Bueno começou sua vida como lutador e professor de caratê, e seu filme favorito é Gladiador. Ele tem três filhos, Luke, de seu primeiro casamento e Marina e Angelina de seu segundo e atual casamento.
Em 2008, devido uma traição por parte dele se separou de sua primeira esposa, Bianca Soares.
Em 9 de março 2012, Bueno se casou com Adriana Schrank.